# Nanobi
I nanobi sono sottili strutture filamentose scoperte per la prima volta nel 1996 da Philipa Uwins, dell'University of Queensland, in alcune rocce e sedimenti in Australia. Alcuni ipotizzano che si tratti della più piccola forma di vita, dieci volte più piccoli dei batteri più piccoli. 
I più piccoli raggiungono appena i 20 nanometri di diametro. Alcuni ricercatori ritengono che siano semplicemente delle formazioni cristalline, ma la presenza di DNA riscontrata in esemplari di nanobi mostrerebbe il contrario. Essi sono simili alle strutture presenti nel famoso meteorite proveniente da Marte classificato con il nome ALH 84001 e proveniente dalla zona antartica di quel pianeta. Recentemente si è registrato un certo interesse tra le compagnie bio-tech per eventuali applicazioni commerciali dei nanobi nell'utilizzo delle materie plastiche. Alcuni ricercatori ritengono che organismi simili ai nanobi possano essere implicati in alcune malattie: sarebbero infatti responsabili della formazione di alcuni tipi di calcoli renali. Sarebbero inoltre gli artefici della misteriosa calcificazione dei denti nella bocca umana, e quindi essere veramente utili o necessari simbionti (come il Lactobacillus acidophilus).